# Joaix
Segons la Bíblia, Joaix o Jehoaix (en hebreu יהואש בן-אחזיהו Yehoash ben Ahazyahu) fou el vuitè rei de Judà. Va regnar 40 anys entre 835-796 a.n.e. segons la cronologia tradicional, o entre 898-858 a.n.e. segons la cronologia bíblica. No s'ha de confondre amb Jehoaix d'Israel.
La mort d'Ahazià li va donar a Atalia, la iniqua àvia de Joaix, una excusa per proclamar-se reina ella mateixa. Però per evitar que en el futur algú desafiés la seva usurpació, va matar tots els fills d'Ahazià, amb l'excepció del jove Joaix, que en aquell temps tenia menys d'un any d'edat. Ell va escapar de la matança gràcies al fet que la seva tieta i el seu marit, el sacerdot principal, el van amagar al temple durant sis anys.
Quan tenia un set anys, el sacerdot principal ho va organitzar tot per coronar-lo davant del poble. Atalia ho va intentar impedir, però la van matar. Després d'això, el poble va derrocar els altars de Baal i va prometre servir un altre cop Jehovà.

## Restauració del temple
Joaix va instar els levites a que anessin de ciutat en ciutat per tot Judà per tal d'aconseguir diners per a la restauració del temple, però els levites no van respondre de tot cor, i l'obra no es va dur a terme. Amb el temps, es va canviar la manera de recollir i administrar els fons. El poble va respondre bé i la restauració va seguir endavant fins a la conclusió.

## Conflicte amb Síria i final del regnat
Una petita força militar de sirians conduïts per Hazael van envair el territori de Judà. Van obligar Joaix a lliurar l'or i els tresors del santuari, així com les seves pròpies possessions. Poc després, dos dels seus servents van tramar una conspiració i van matar Joaix quan era relativament jove, ja que només tenia quaranta-set anys. El van enterrar a la ciutat de David, amb els seus avantpassats, i el seu fill Amasies va regnar al seu lloc.